# Argentina 1–1 Itália (1990)
O jogo Argentina 1 x 1 Itália, realizado no Stadio San Paolo, Nápoles, em 3 de julho de 1990, foi válido pela semifinal da Copa do Mundo da Itália de 1990. A Argentina venceu na disputa por pênaltis por 4 a 3 a seleção anfitriã, após empate de 1 a 1 no tempo normal e a permanência do resultado na prorrogação.

## Cenário Pré-Jogo
Na Copa do Mundo FIFA de 1990, quis o destino que uma das semifinais fosse justamente a Itália contra a Argentina, e pior, em pleno Estádio San Paolo, em Nápoles. Venerado pelos adeptos e reconhecido como uma lenda, após ter comandado a sua Seleção na conquista do Mundial quatro anos antes, Maradona tratou de colocar toda a sua idolatria à prova, ao incentivar os Napolitanos a torcerem pela Argentina. “Durante 364 dias do ano vocês são considerados pelo resto do país como estrangeiros em seu próprio país e, hoje, têm de fazer o que eles querem, torcer pela Seleção Italiana. Eu, por outro lado, sou Napolitano os 365 dias do ano”, disse o craque, nas vésperas do confronto entre as duas seleções.
O impacto do apelo de Maradona foi tanto que o próprio presidente da Federação Italiana chegou a ir à televisão pedir para que os adeptos de Nápoles apoiassem a Azzurra e pesquisas de opinião foram feitas para calcular até que ponto o craque argentino influenciaria o coração e mente dos torcedores locais.

## O jogo
No dia do jogo, a 3 de Julho, o que se viu entre os 59 mil presentes ao estádio foi uma mistura de sentimentos. “Diego nos corações, Itália nas canções”, dizia uma bandeira. “Maradona, Nápoles te ama, mas Itália é a nossa pátria”, afirmava outra.
No jogo, parte dos adeptos Napolitanos não ficaram tristes com o resultado final: 1×1 e vitória da Argentina nos penaltis. O triunfo sul-americano provocou nova confusão: os Napolitanos torceram pela Argentina na final e o resto da Itália apoiou a Alemanha, a ponto de vaiarem o hino argentino. Na final, os Alemães venceram por 1×0, sagrando-se tricampeões do mundo.

## Detalhes
| 3 de julho de 1990 | Argentina    | 1 – 1 (pro) | Itália        | Stadio San Paolo, Nápoles                   |
| 20:00              | Caniggia 67' | Relatório   | Schillaci 17' | Público: 59,978 Árbitro: FRA Michel Vautrot |

|                                                  |       | Penalidades                                    |  |
| Serrizuela: Burruchaga: Olarticoechea: Maradona: | 4 – 3 | Baresi: Baggio: De Agostini: Donadoni: Serena: |  |

| Cores do Time · Cores do Time · Cores do Time · Cores do Time · Cores do Time | Argentina | Itália | Cores do Time · Cores do Time · Cores do Time · Cores do Time · Cores do Time |

| ARGENTINA:     |    |                     |      |     |
|                |    |                     |      |     |
| G              | 12 | Sergio Goycochea    |      |     |
| Z              | 20 | Juan Simón          |      |     |
| Z              | 18 | José Serrizuela     |      |     |
| Z              | 19 | Oscar Ruggeri       | 70'  |     |
| MD             | 14 | Ricardo Giusti      | 103' |     |
| M              | 6  | Gabriel Calderón    |      | 46' |
| M              | 4  | José Basualdo       |      | 99' |
| ME             | 16 | Julio Olarticoechea | 76'  |     |
| M              | 7  | Jorge Burruchaga    |      |     |
| SA             | 10 | Diego Maradona      |      |     |
| CA             | 8  | Claudio Caniggia    | 82'  | 67' |
| Substituições: |    |                     |      |     |
| M              | 2  | Sergio Batista      | 120' | 99' |
| ME             | 21 | Pedro Troglio       |      | 46' |
| Treinador:     |    |                     |      |     |
| Carlos Bilardo |    |                     |      |     |

| Goycochea Giusti Serrizuela Simón Ruggeri Maradona Basualdo Calderón Olarticoechea Caniggia Burruchaga Schillaci Vialli De Napoli Giannini De Agostini Bergomi Baresi Donadoni Maldini Ferri Zenga |

| ITÁLIA:        |    |                     |     |     |
|                |    |                     |     |     |
| G              | 1  | Walter Zenga        |     |     |
| LD             | 6  | Giuseppe Bergomi    |     |     |
| Z              | 3  | Riccardo Ferri      |     |     |
| Z              | 2  | Franco Baresi       |     |     |
| LE             | 7  | Paolo Maldini       |     |     |
| MD             | 17 | Roberto Donadoni    |     |     |
| M              | 11 | Fernando De Napoli  |     |     |
| M              | 13 | Giuseppe Giannini   | 22' | 75' |
| ME             | 4  | Luigi De Agostini   |     |     |
| A              | 21 | Gianluca Vialli     |     | 70' |
| A              | 19 | Salvatore Schillaci | 17' |     |
| Substituições: |    |                     |     |     |
| A              | 15 | Roberto Baggio      |     | 75' |
| A              | 20 | Aldo Serena         |     | 70' |
| Treinador:     |    |                     |     |     |
| Azeglio Vicini |    |                     |     |     |

| Assistentes: Peter Mikkelsen Michał Listkiewicz |

Homem do Jogo:

 Sergio Goycochea

Curiosidade -
- Durante este jogo, o árbitro Francês Michel Vautrot distraiu-se. O tempo normal terminou empatado 1 a 1, o que levou a decisão para o prolongamento. Na primeira parte do tempo extra, Vautrot acrescentou oito minutos de compensação ao tempo regulamentar, deixando as equipas e os torcedores sem entender nada. Mais tarde, o árbitro admitiu ter-se esquecido de olhar o seu relógio.[4]